# Sustenus ridens
Sustenus ridens är en stekelart som beskrevs av Henry Keith Townes, Jr. 1971. Sustenus ridens ingår i släktet Sustenus och familjen brokparasitsteklar. Inga underarter finns listade i Catalogue of Life.